# 투명인간 (텔레비전 프로그램)
《투명인간》은 KBS 2015년 대개편에 방영했던 한국방송공사의 텔레비전 프로그램이다.

## 기획 의도
- 자신을 어필하려는 연예인들과 그런 연예인들을 ‘투명인간’ 취급해야 하는 직장인들의 대결!!
- 고된 업무의 연속, 무료한 일상이 똑같이 반복되는 직장인들의 삶. 그런 직장인들에게 특별한 하루가 주어진다면?!
대중의 관심을 받지 못하면 하루아침에 ‘투명인간’이 되는 연예인! 그들이 매주 자신의 존재를 알리기 위해 직장인들을 찾아간다!!
- 꿈에서만 그리던 스타가 나타나도 오늘 만큼은 철저하게 무시하라!! 눈앞에 어떤 상황이 주어져도 반응은 절대 금물!! 어필하려는 자와 무시하려는 자의 팽팽한 대결이 펼쳐진다.
- 연예인팀과 직장인팀 간의 대결을 통해 시청자에게 웃음을, 직장인들에게는 특별한 하루와 단합의 기회를 선사한다

## 게스트 & 촬영지
| 회차 | 방송 일자       | 게스트              | 촬영 회사                       |
| ---- | --------------- | ------------------- | ------------------------------- |
| 1회  | 2015년 1월 7일  | 하지원              | 인터파크                        |
| 2회  | 2015년 1월 14일 | 이유리              | 브라이니클 (돈톡)               |
| 3회  | 2015년 1월 21일 | 효린, 소유 (씨스타) | 케이티하이텔                    |
| 4회  | 2015년 1월 28일 | 진세연              | 롯데푸드                        |
| 5회  | 2015년 2월 4일  | 최여진              | 원앤원 (원할머니보쌈, 박가부대) |
| 6회  | 2015년 2월 11일 | 최희, 허경환        | 한경희생활과학                  |
| 7회  | 2015년 2월 25일 | (故)구하라, 장수원  | 엠에이피한터인                  |
| 8회  | 2015년 3월 4일  | 신화                | 데코네티션                      |

## 시청률
- AGB 닐슨 미디어리서치

| 회차 | 방송 일자       | 전국 시청률(증감치) |
| ---- | --------------- | ------------------- |
| 1회  | 2015년 1월 7일  | 4.0%                |
| 2회  | 2015년 1월 14일 | 3.5%(-0.5)          |
| 3회  | 2015년 1월 21일 | 3.2%(-0.3)          |
| 4회  | 2015년 1월 28일 | 2.7%(-0.5)          |
| 5회  | 2015년 2월 4일  | 2.3%(-0.4)          |
| 6회  | 2015년 2월 11일 | 2.4%(+0.1)          |
| 7회  | 2015년 2월 25일 | 2.7%(+0.3)          |
| 8회  | 2015년 3월 4일  | 2.8%(+0.1)          |
| 9회  | 2015년 3월 11일 | 2.8%                |
| 10회 | 2015년 3월 18일 | 2.4%(-0.4)          |
| 11회 | 2015년 3월 25일 | 2.2%(-0.2)          |
| 12회 | 2015년 4월 1일  | 2.1%(-0.1)          |